# Търновци (област Силистра)
 За другото българско село вижте Търновци (Област Кърджали).  
Търновци е село в Североизточна България. То се намира в община Тутракан, област Силистра.
Старото име на селото е Саръгьол. То е прекръстено през 1942 г. в памет на 6-и Търновски пехотен полк, участвал в Тутраканската епопея.

## История
Старото име на селото е Саръгьол (на български „жълто езеро“).

## Религии
Християнство и ислям.

## Обществени институции
Има читалище и НУ „Иван Вазов“.

## Културни и природни забележителности
В близост до селото се намира къмпинг „Антимовско ханче“.

## Редовни събития
- Празник на селото – първата неделя на месец юни.

## Личности
- Александър Йорданов – председател на ЗК „Царев дол“
- Димитър Маринов – бивш областен управител